# Uroczyska Roztocza Wschodniego
Uroczyska Roztocza Wschodniego (PLH060093) – projektowany specjalny obszar ochrony siedlisk, aktualnie obszar mający znaczenie dla Wspólnoty, położony na Roztoczu Wschodnim, na zachód od Hrebennego. Leży w obrębie dwóch województw: podkarpackiego (gminy Horyniec-Zdrój i Narol w powiecie lubaczowskim) i lubelskiego (gmina Lubycza Królewska w powiecie tomaszowskim). Obejmuje obszar 5810 ha, który w większości stanowią zwarte lasy.
Prawie cały teren obszaru leży w granicach Południoworoztoczańskiego Parku Krajobrazowego. Na terenie obszaru znajduje się rezerwat przyrody Jalinka.
W obszarze występuje kilka typów siedlisk z załącznika I dyrektywy siedliskowej, wśród których można wymienić następujące:
- żyzna buczyna karpacka
- buczyna kwaśna
- grąd
- las łęgowy
- bór chrobotkowy
- łąki świeże

Świat zwierzęcy reprezentują m.in.:
- wilk Canis lupus
- ryś Lynx lynx
- jelonek rogacz Lucanus cervus
- nocek duży Myotis myotis
- nocek Bechsteina Myotis bechsteinii
- mopek zachodni Barbastella barbastellus
- traszka grzebieniasta Triturus cristatus
- kumak nizinny Bombina bombina
- bóbr europejski Castor fiber
- wydra Lutra lutra